# Heckerlied
Das Heckerlied ist ein Revolutionslied der Badischen Revolution von 1848/1849. Friedrich Hecker versuchte mit dem von Konstanz ausgehenden Heckerzug die Revolutionäre in Baden zu sammeln, um die Residenzstadt Karlsruhe einzunehmen und anschließend die großherzogliche Regierung absetzen zu können. Nachdem dieser Aufstand im Gefecht auf der Scheideck am 20. April 1848 von preußischen und hessischen Truppen niedergeschlagen worden war, musste Hecker mit den meisten Teilnehmern in die Schweiz fliehen. Er kehrte nicht mehr nach Baden zurück, sondern wanderte dauerhaft in die USA aus.

## Liedtext
Es gibt zahlreiche verschiedene Versionen des Liedes.
Der Text der folgenden Liedversion fordert in drastischen Worten die Ablösung der bestehenden Herrschaften. Im Refrain erscheint dann fast stets der Hinweis, dass man für eine freie deutsche Republik eintritt. Zeilen und Passagen wie … An den Darm der Pfaffen, hängt den Edelmann … oder auch … Schmiert die Guillotine mit Tyrannenfett, reißt die Konkubine aus dem Fürstenbett … zeugen von der Entschlossenheit der Aufständischen. Sowohl der Text als auch die Melodie sind angelehnt an das Studentenlied Die freie Republik. Dieses thematisiert die Flucht von sechs Studenten im Jahre 1837, die nach dem gescheiterten sogenannten Frankfurter Wachensturm von 1833 in Frankfurt inhaftiert waren. Darin heißt es in der letzten Strophe, die somit durch die erste Strophe des Heckerliedes wieder aufgenommen wird … Wenn euch die Leute fragen: Wo ist Absalom? So dürftet ihr wohl sagen: O, der hänget schon. Er hängt an keinem Baum und hängt an keinem Strick, sondern an dem Glauben der freien Republik.
Die erste bis dritte der insgesamt sechs Strophen einer Version des Heckerliedes lauten:
1. Wenn die Leute fragen,

Lebt der Hecker noch?

Könnt ihr ihnen sagen:

Ja, er lebet noch.

Refrain:

Er hängt an keinem Baume,

Er hängt an keinem Strick.

Er hängt nur an dem Traume

Der deutschen Republik.

2. Fürstenblut muß fließen

Knüppelhageldick,

Und daraus ersprießen

Die freie Republik.

Ja, dreiunddreißig Jahre

Währt die Knechtschaft schon

Nieder mit den Hunden

Von der Reaktion!

3. Schmiert die Guillotine

Mit Tyrannenfett!

Schmeißt die Konkubine

Aus des Fürsten Bett!

Ja, dreiunddreißig Jahre

Währt die Knechtschaft schon

Nieder mit den Hunden

Von der Reaktion!

## Umdichtungen
Das Lied gehörte in der zweiten Hälfte des 19. Jahrhunderts als „Anstichlied“ zum studentischen Liedgut („Dreiunddreißig Jahre währt die Knechtschaft schon“) und Anfang des 20. Jahrhunderts als derbes, provozierendes Stück zum Repertoire der jugendbewegten Wandervögel. Zum Ende des Ersten Weltkrieges entstanden bittere Umdichtungen, die Bezug auf die Durchhaltepolitik der Reichsregierung nahmen; im Verlauf der Revolution von 1918 verbreiteten sich Varianten unter Revolutionären wie auch ihren Gegnern.
Eine antisemitische Variante, die sich später über ganz Deutschland verbreiten sollte, kam vermutlich im März 1921 bei Freikorps auf, die beim Aufstand in Oberschlesien kämpften und bei denen ein besonders roher Pogrom-Antisemitismus herrschte. In den späteren Jahren der Weimarer Republik wurde als Refrain diese antijüdische Version mit Textteilen des bekannten „Sturmsoldaten“-Liedes, einer zeitgenössischen Soldatenlied-Umdichtung rechtsradikaler Verbände („Wenn der Sturmsoldat ins Feuer geht, ei, dann hat er frohen Mut, / und wenn’s Judenblut vom Messer spritzt, dann gehts nochmal so gut“), gesungen – so auch von der SA zur Feier des 30. Januar 1933. Mit der Entmachtung der SA und den geänderten innenpolitischen Interessen der NS-Führung dürfte auch das Absingen der antisemitischen Heckerlied-Variante seltener geworden sein.
Ab Anfang der 1990er Jahre ist diese Variante unter dem Titel „Blut“ in der deutschen Neonazi-Szene nachweisbar. Die erste bekannte Aufnahme durch die Band Tonstörung wurde 1993 indiziert, deren Mitglieder im selben Jahr vom Landgericht Mannheim wegen Volksverhetzung, Aufstachelung zum Hass gegen Teile der Bevölkerung, Verwendung von Kennzeichen verfassungswidriger Organisationen und öffentlicher Aufforderung zu Straftaten verurteilt wurden. Nach der Auflösung von Tonstörung hat das Lied seinen Platz in der Neonazi-Folklore gefunden.

## Rezeption
Der amerikanische, für die Sowjetunion tätige Spion Whittaker Chambers (1901–1961) erwähnte in seinen Memoiren das Lied, von dem er auf einer Reise in Berlin im Jahr 1923 eine kommunistische Version gehört hatte:
„Ich kannte kaum die Worte des Liedes, aber ich vergaß nie die Melodie. Nicht lange danach sollte ich sowohl die Worte als auch die Melodie sehr gut kennen. Sie sangen:
‚Schmier die Guillotine, schmier die Guillotine, schmier die Guillotine
Mit Tyrannenfett.
Blut müss fliessen, Blut müss fliessen, Blut, Blut, Blut.‘ “